# Nybro (đô thị)
Đô thị Nybro (tiếng Thụy Điển: Nybro kommun) là một đô thị ở hạt Kalmar của Thụy Điển. Thủ phủ là thị xã Nybro. Dân số thời điểm 31 tháng 12 năm 2000 là 19785 người.
Đô thị này có khoảng vài trăm người sinh sống cho đến khi có đường sắt vào cuối thế kỷ 19, và thị trấn Nybro nằm ở vị trí giữa Kalmar ở bờ biển phía đông và Gothenburg ở bờ biển phía tây; sau đó cũng trên tuyến đường sắt từ Kalmar và Malmö ở phía tây nam. Cho đến lúc đó Nybro chủ yếu bao gồm các ngành công nghiệp nhỏ, bao gồm một nhà máy diêm, được đánh dấu bởi tính chất rừng Småland truyền thống, phần lớn không thích hợp cho nông nghiệp.

## Các đơn vị dân cư
Có chín khu vực đô thị trong Đô thị Nybro.
Bảng này liệt kê các khu vực đô thị và dân số thống kê ngày 31 tháng 12 năm 2005. Thủ phủ được in đậm.
| # | Khu vực         | Dân số |
| - | --------------- | ------ |
| 1 | Nybro           | 12,598 |
| 2 | Orrefors        | 696    |
| 3 | Alsterbro       | 462    |
| 4 | Örsjö           | 373    |
| 5 | Kristvallabrunn | 262    |
| 6 | Flygsfors       | 255    |
| 7 | Bäckebo         | 241    |
| 8 | Målerås         | 228    |
| 9 | Flerohopp       | 209    |